# Blasco Bonito
Blasco Bonito, pseudonimo di Antonio Blasco Bonito (Bari, 14 settembre 1951), è un informatico italiano, considerato uno dei pionieri di Internet in Italia, insieme a Luciano Lenzini e Stefano Trumpy.

## Biografia
Blasco Bonito si è formato come programmatore all'Istituto per le applicazioni del calcolo (IAC) del CNR di Roma e ha quindi lavorato al Centro Nazionale Universitario di Calcolo Elettronico (CNUCE) di Pisa, dove il 29 aprile 1986 ha realizzato il primo collegamento a Internet in Italia attraverso la rete satellitare atlantica SATNET.
Pochi mesi dopo attiva il dominio nazionale ".it" configurando il primo Name server italiano nella gerarchia del DNS.
Nel 1989 partecipa al primo incontro del RIPE, di cui è stato poi vicepresidente dal 1992 al 1998).
Nel 1992 lancia il servizio informatico della rete GARR (GARR-NIS) che poi diventa Registration Authority Italiana (IT-NIC).
È inoltre membro del comitato tecnico del MIX.
Alle elezioni politiche del 2013 è stato candidato alla Camera con il Movimento 5 Stelle nella circoscrizione Toscana, senza però essere eletto.